# 庄司有希 (フィギュアスケート選手)
庄司 有希（しょうじ ゆき）は、日本の元フィギュアスケート選手（ペアスケーティング）。パートナーは薄田隆哉。1988年全日本フィギュアスケートジュニア選手権優勝。1988年全日本フィギュアスケート選手権優勝。

## 経歴
1988年、薄田隆哉とペアを組み出場した全日本フィギュアスケートジュニア選手権で優勝。同年の全日本フィギュアスケート選手権にも出場し初優勝する。

## 主な戦績
| 大会/年         | 1988-89 |
| --------------- | ------- |
| 全日本選手権    | 1       |
| 全日本Jr.選手権 | 1       |